# Martainneville
Martainneville – miejscowość i gmina we Francji, w regionie Hauts-de-France, w departamencie Somma.
Według danych na rok 2011 gminę zamieszkiwało 410 osób, a gęstość zaludnienia wynosiła 54 osoby/km² (wśród 2293 gmin Pikardii Martainneville plasuje się na 679. miejscu pod względem liczby ludności, natomiast pod względem powierzchni na miejscu 635.).